# Armando Sarti
Armando Sarti (San Giovanni in Persiceto, 10 febbraio 1927 – Bologna, 24 agosto 2000) è stato un politico italiano comunista, partigiano e deputato della Repubblica.
Nato a San Giovanni in Persiceto da Umberto (impiegato della Bonifica Palata) e Adalgisa Gasperini, all'età di 9 anni si trasferì con la famiglia a Crevalcore.
Nel 1944, a soli 17 anni, entrò nelle file del battaglione partigiano Pini Valenti della II divisione Modena Pianura. Partecipò all'azione contro il presidio SS di Crevalcore; successivamente riuscì a sfuggire ai rastrellamenti di Amola che portarono alle fucilazioni di Sabbiuno, dove numerosi suoi compagni furono trucidati dai nazifascisti.
Iscritto al Partito Comunista Italiano, fu eletto consigliere comunale a Crevalcore nel 1951, poi si trasferì a Imola a dirigere le cooperative mandamentali. Nel 1960 fu eletto consigliere comunale per il Pci a Bologna, dove fino al 1976 rivestì la carica di assessore all'Urbanistica e poi al Bilancio. Tra i progetti più importanti varati da Sarti si ricorda il piano regolatore per il centro storico e la salvaguardia della collina. Nel 1975 insieme all'architetto  Giuseppe Campos Venuti ricevette dall'Università di Amburgo il Premio Fritz Schumacher destinato a personalità distintesi nell'urbanistica e nell'architettura.
Dal 1976 al 1987 fu deputato alla Camera dei deputati nelle liste del Pci. Presidente della Cispel (1976-1987), fu anche presidente dell'Editoriale L'Unità (1984-1991). Membro del Cnel per tre mandati fino al 2000.
Nel 2004 gli è stato intitolato il Parco Sportivo di Crevalcore.